# Hostěrádky-Rešov
Hostěrádky-Rešov är en ort i Tjeckien.   Den ligger i regionen Södra Mähren, i den sydöstra delen av landet, 200 km sydost om huvudstaden Prag. Hostěrádky-Rešov ligger 200 meter över havet och antalet invånare är 764.
Terrängen runt Hostěrádky-Rešov är platt. Runt Hostěrádky-Rešov är det ganska tätbefolkat, med 90 invånare per kvadratkilometer. Närmaste större samhälle är Brno, 15,4 km nordväst om Hostěrádky-Rešov. Trakten runt Hostěrádky-Rešov består till största delen av jordbruksmark.